# Marcelino Antonio Malabanan Maralit

Marcelino Antonio Malabanan Maralit (2015)

Marcelino Antonio Maralit (* 18. Mai 1969 in Manila) ist ein philippinischer Geistlicher und römisch-katholischer Bischof von San Pablo.

## Leben
Marcelino Antonio Maralit studierte Philosophie am Priesterseminar St. Francis de Sales und Theologie an der Universität Navarra in Pamplona, an der er auch das Lizenziat erwarb. Am 13. März 1995 empfing er das Sakrament der Priesterweihe für das Erzbistum Lipa. Nach weiteren Studien an der Päpstlichen Universität Santa Croce erwarb er das Lizenziat in Kirchengeschichte.
Nach der Priesterweihe war er zunächst als Kaplan in der Pfarrseelsorge tätig. Anschließend war er von 1996 bis 1999 Professor am Priesterseminar St. Francis de Sales und Direktor der Diözesankommission für die Berufungspastoral. Von 2003 bis 2013 war er in verschiedenen Funktionen am theologischen Seminar St. Francis tätig, dessen Rektor er ab 2009 war. 2013 wurde er Pfarrer in Alitagtag. Außerdem gehörte er dem Priesterrat des Erzbistums Lipa an.
Am 31. Dezember 2014 ernannte ihn Papst Franziskus zum Bischof von Boac. Der Alterzbischof von Manila, Gaudencio Kardinal Rosales, spendete ihm am 13. März des folgenden Jahres die Bischofsweihe. Mitkonsekratoren waren der Erzbischof von Manila, Luis Antonio Kardinal Tagle, der Erzbischof von Lipa, Ramón Cabrera Argüelles, und der Apostolische Nuntius auf den Philippinen, Erzbischof Giuseppe Pinto. Die Amtseinführung im Bistum Boac fand vier Tage später statt. Sein Wahlspruch Fiat mihi secundum verbum tuum (deutsch: Mir geschehe nach deinem Wort) entstammt der Verkündigung des Herrn im Lukasevangelium (Lk 1,38 ).
Am 21. September 2024 ernannte ihn Papst Franziskus zum Bischof von San Pablo. Die Amtseinführung fand am 21. November desselben Jahres statt.
In der philippinischen Bischofskonferenz leitet er die Kommission für soziale Kommunikation und gehört der Jugendkommission an.